# Madrid Río
Madrid Río è un parco urbano della città spagnola di Madrid, costruito lungo un tratto urbano del fiume Manzanarre dopo l'interramento della tangenziale M-30 in questa zona. È il risultato di un progetto diretto dall'architetto Ginés Garrido, che ha vinto il concorso internazionale di idee organizzato dal Comune di Madrid nel 2005 per riqualificare la zona.
Il progetto è iniziato con l'idea di recuperare le rive del fiume Manzanarre per l'uso e il godimento dei cittadini. Il tratto del fiume che oggi è conosciuto come Madrid Río è il tratto del fiume che è stato inscatolato dalla circonvallazione M-30, una strada che  aveva isolato il fiume tra le due direzioni dell'autostrada oltre a creare una barriera e una frattura tra i due lati della città, il quartiere di Arganzuela sul lato sinistro, e i quartieri di Latina, Carabanchel e Usera sul lato destro. Il collegamento della M-30 con l'autostrada A-5, la strada dell'Estremadura, separava la città in modo invalicabile dalla Casa de Campo, il più grande parco di Madrid. Il progetto prevedeva l'interramento della M-30 in questa zona e del tratto della A-5 che correva parallelo alla Casa de Campo.
Nel 2015 l'associazione Ecologistas en Acción ha proposto un piano per la rinaturalizzazione del fiume che attraversa la città. Questo consisteva nel sollevare le barriere delle dighe in modo che il fiume potesse circolare liberamente e smettere di essere arginato. Dopo che il Comune di Madrid di Manuela Carmena lo ha realizzato in un primo tratto, lo specchio d'acqua si è ridotto, sono state create isole di sedimenti, è apparsa la vegetazione fluviale e, con essa, la fauna di questo tipo di ecosistema. Anche in questo tratto urbano si potevano vedere le lontre. La decisione di rilasciare il bacino è stata infine estesa a tutto il tratto, che ha costretto la chiusura della scuola di canottaggio comunale di Madrid Río, che aveva bisogno dell'acqua arginata per la formazione.

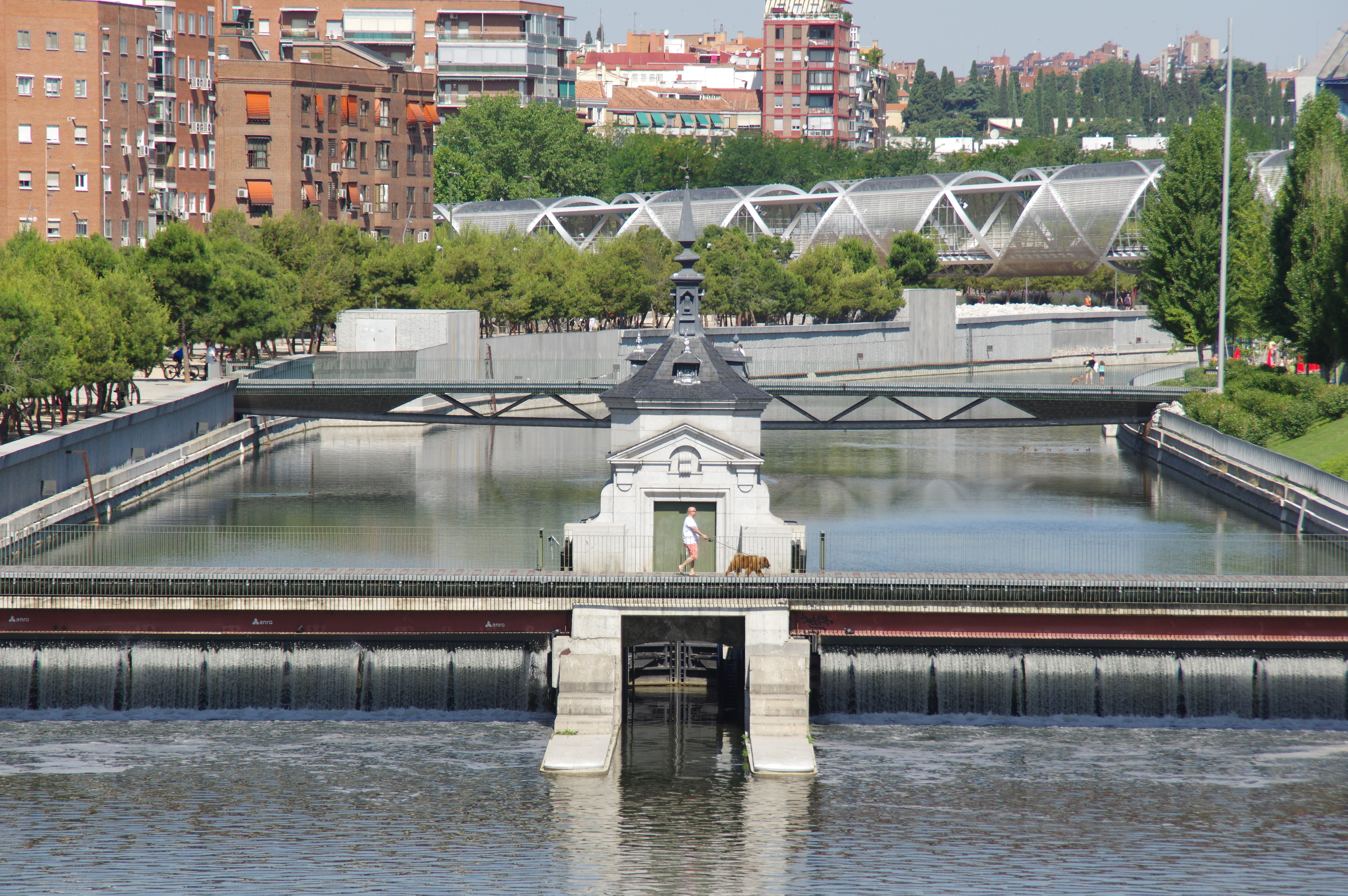
Diga nº8, alla quale è stata aggiunta una passerella pedonale per attraversare il fiume Manzanarre.

Le sette dighe che regolano il fiume nel suo passaggio attraverso la città sono state restaurate e messe al servizio del nuovo sistema di attraversamenti. I loro meccanismi e serrature sono stati riparati e una tavola di legno accessibile e una scala per pesci sono stati incorporati per favorire la continuità della fauna subacquea lungo il fiume. Ricevono le acque del Manzanarre dopo aver attraversato il bacino di Santillana, a Manzanares el Real, e il bacino di El Pardo, già nel comune di Madrid, per cui sono numerati da 3 a 9. Inizialmente, il progetto di rinaturalizzazione del Manzanarre nel suo passaggio per Madrid Río prevedeva l'apertura di tutte le dighe, tranne l'ultima, per creare le condizioni che rendessero possibile l'allenamento della scuola di canottaggio di Madrid Río, ma alla fine, contrariamente a quanto stabilito inizialmente e sotto la pressione degli abitanti della zona, si decise di aprire anche l'ultima per far scorrere liberamente il fiume.

## Nuovi ponti

### Ponte del Principato di Andorra

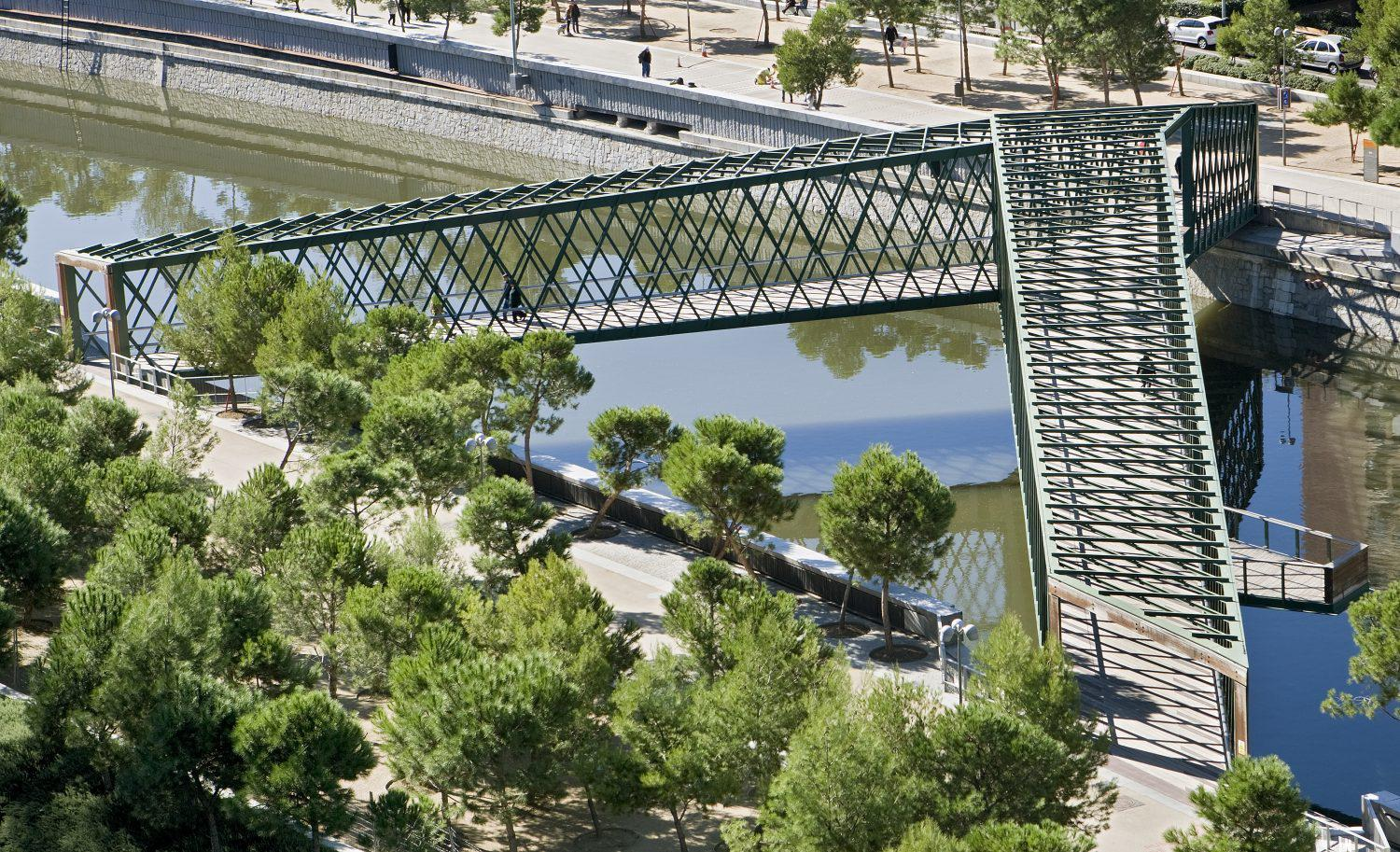
Ponte del Principato di Andorra.

È uno dei nuovi ponti unici del progetto. È costruito da gabbie di profili aperti, con un'espressività un po' arcaica, che prende come riferimento le strutture ferroviarie sulle gole boscose che furono costruite in Europa e negli Stati Uniti alla fine del XIX secolo. Precedentemente conosciuto come Ponte Y, nel luglio 2019 è stato ribattezzato Principato di Andorra, per ringraziare il governo di Andorra per la costruzione del Ponte di Madrid ad Andorra la Vieja. Questo ponte è stato scelto per essere chiamato Principato di Andorra perché rappresenta anche la geografia di Andorra: il paese pirenaico è formato da due valli, la Valira Nord e la Valira Est, che convergono a Escaldes-Engordany e diventano una sola, chiamata Valira. Questa disposizione delle valli e dei loro fiumi è simile a una Y.

### Ponte Obliquo
Questa struttura stradale, coeva alla M-30, è stata riciclata e incorporata al Salón de Pinos come un passaggio privilegiato attraverso il quale pedoni, ciclisti e alberi passano da una riva all'altra. La lastra alleggerita che componeva il ponte di cemento post-teso è stata tagliata e puntellata e rinforzata per sostenere la carica dovuta al suo nuovo utilizzo.

### Ponte monumentale di Arganzuela

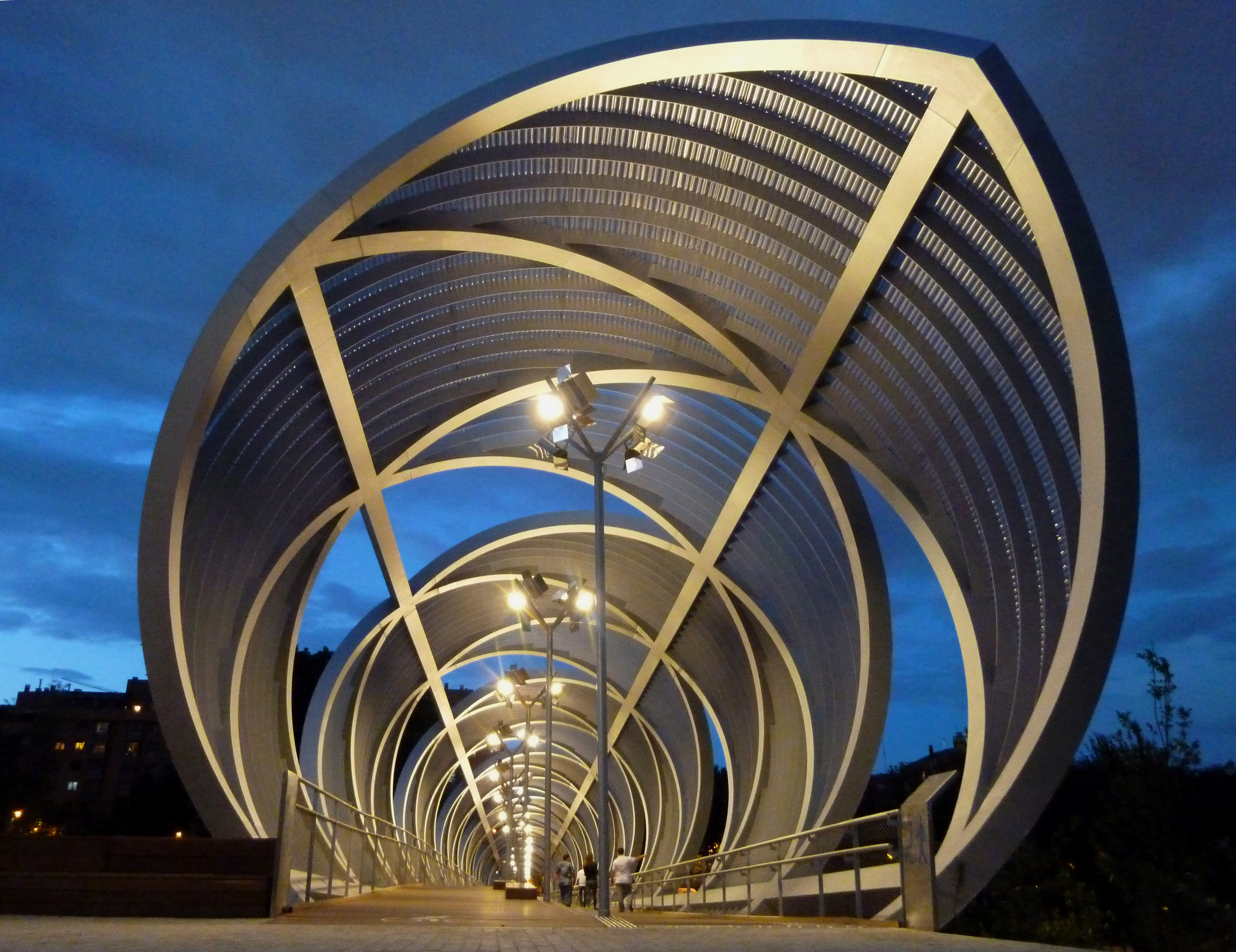
Ponte monumentale di Arganzuela.

Il ponte è composto da due sezioni collegate da una collina artificiale situata sul lato nord del fiume. Il tratto meridionale è lungo 150 metri e attraversa perpendicolarmente il fiume Manzanarre, collegando la collina centrale con la zona delle attrezzature, situata tra Avenida del Manzanares e via Antonio López. La sezione settentrionale, lunga 128 metri, si estende sul parco di Arganzuela, collegando la collina con il Paseo de Yeserías. Accanto al ponte monumentale, forse il più conosciuto di Madrid Río, si trova la passerella di Arganzuela, spesso confusa con il ponte.

### Passerella della Spiaggia
Unisce il Salón de Pinos con la cosiddetta spiaggia del di Madrid Río. Per lo sviluppo di questa zona, il Comune di Madrid ha indetto un concorso di idee per bambini nel 2005, con la partecipazione di 3525 bambini di tutta la città. La voce vincente era una proposta per una "spiaggia". Questa è l'unica fontana urbana di tutta la città di Madrid dove è permesso fare il bagno. Si trova accanto al ponte monumentale di Arganzuela ed è composto da tre recinti con 6500 di superficie e 300 alberi, che si estendono lungo 270 metri lineari sulla riva del fiume, dove si trovano getti d'acqua sotto forma di getti e spruzzi che rinfrescano i cittadini che vengono in estate. L'acqua è trattata appositamente per questo uso e di solito è aperta da giugno a settembre.

### Ponti Buccia
Sono due ponti gemelli costruiti con una lastra di cemento autolivellante di 15 cm che forma una doppia superficie curva, dalla quale pende l'impalcato con 136 cavi d'acciaio, 8,5 metri alle estremità e 4,5 metri al centro. Sono concepiti come due padiglioni a cui accedere per attraversare il fiume. La sua volta è stata decorata con mosaici realizzati dall'artista Daniel Canogar, in cui sono ritratti 50 abitanti della zona, sui 150 che si sono offerti volontari. Ce n'è uno accanto alla serra di Arganzuela e un altro vicino al centro culturale di Matadero.